# Epeisodion
 Epeisodion (gr. epeisódion ‚Hinzukommendes‘) war im altgriechischen Drama ein Teil mit gesprochenen Dialogen der Schauspieler, der zwischen zwei Chorgesängen eingeschoben wurde.
Als der Dialog eine immer größere Rolle spielte, entwickelte sich die Bedeutung hin zu „Nebenhandlung“. Das deutsche Wort Episode wurde im 18. Jahrhundert aus dem französischen épisode entlehnt, welches auf epeisódion zurückgeht.
Der aus dem modernen englischsprachigen Rundfunk- und Fernsehmarketing ins Neudeutsche übernommene 'Episoden'-Begriff lässt sich zwar, angelehnt an die altgriechische Bedeutung, als das 'Unzusammenhängende' einordnen, in dem Sinne, dass z. B. die 'Episode' einer Fernseh-, Roman-, Hörspiel-Serie Teil eines Übergeordneten ist. Sie kann dort aber grundsätzlich ohne vorherige oder folgende 'Episode' auskommen, ist in sich abgeschlossen und stellt oft lediglich einen ästhetischen Reiz oder Nebenschauplatz der verschiedenen Teile dar, welche die Serie übergreifend zusammenhalten (der Serienheld, wiederkehrende Charaktere oder Situationen). Allerdings besteht der Zusammenhang hier nicht in einer sequenziell entfalteten Struktur, sondern in einer eher ungeordnet akkumulativen. Die 'Episode' vertritt hier den individuellen Einzelfall, die Serie das Übergeordnete, immer Identische.
Das Serienformat erklärt sozusagen von vornherein die gesamte Serie, also 100 % ihres Stoffs, zum 'Episodischen' (vgl. demgegenüber die altgriechische Bedeutung), entledigt sich damit grundsätzlich von dem Anspruch, eine übergeordnete 'Drama'-Form zu erfüllen, hält sich so ein beliebig fortführbares Format offen. Alles darin fungiert formal nur noch als 'beiläufige Episode'.
Der Begriff der 'Episode' dieser speziellen Bedeutungsgebung trifft demnach besonders auf solche Serien-Formate zu, wo Episoden sogar in beliebiger Reihenfolge rezipiert werden können (z. B. Columbo, Simpsons, u. dergl.), der Begriff der 'Folge' hingegen umso eher, je akkumulativer das Serien-Format strukturiert ist, je mehr also der intendierte ästhetische Reiz von der vollständigen und korrekten Reihenfolge abhängt (z. B. Dallas, Twin Peaks, Sopranos, u. dergl.), je mehr die 'Serie' also zum sequenziellen Zusammenhang tendiert.